# Ласко (коммуна)
Ласко́, (или Ляско́) (фр. Lascaux, окс. Las Caums) — коммуна во Франции, находится в регионе Лимузен. Департамент — Коррез. Входит в состав кантона Жюийак. Округ коммуны — Брив-ла-Гайярд.
Код INSEE коммуны — 19109.
Коммуна расположена приблизительно в 400 км к югу от Парижа, в 60 км южнее Лиможа, в 33 км к западу от Тюля.

## Население
Население коммуны на 2008 год составляло 172 человека.
| 1962 | 1968 | 1975 | 1982 | 1990 | 1999 | 2008 |
| ---- | ---- | ---- | ---- | ---- | ---- | ---- |
| 246  | 252  | 221  | 193  | 167  | 154  | 172  |

## Экономика

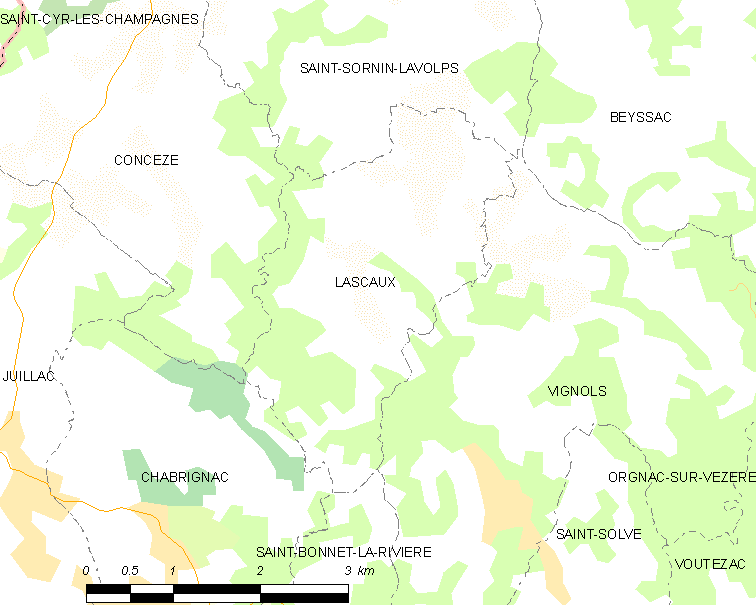
Карта коммуны

В 2007 году среди 106 человек в трудоспособном возрасте (15-64 лет) 81 были экономически активными, 25 — неактивными (показатель активности — 76,4 %, в 1999 году было 76,7 %). Из 81 активных работали 79 человек (43 мужчины и 36 женщин), безработных было 2 (0 мужчин и 2 женщины). Среди 25 неактивных 5 человек были учениками или студентами, 14 — пенсионерами, 6 были неактивными по другим причинам.